# José Miguel Silva Plazas
José Miguel Silva Plazas (Santa Rosa de Viterbo, 19 de agosto de 1890-Viña del Mar, 30 de mayo de 1950) fue un militar colombiano, general del Ejército Nacional de Colombia.

## Biografía
Nació en Santa Rosa de Viterbo, hijo de Julio Silva y Dolores Plazas.
A sus 16 años de edad, viajó a Chile a cursar estudios militares, gracias a una beca otorgada por el gobierno nacional. En 1930, ejerció como mayor del Ejército Nacional. Falleció en mayo de 1950.
Esposo de Bertha Chereau Robert. Padres de Alicia Silva Chereau; Julio Silva Chereau; y de Miguel Silva Chereau.

## Homenajes
El Ejército Nacional de Colombia creó en 1982 el Batallón de Caballería Mecanizado Silva Plazas en Duitama (Boyacá), perteneciente a la Segunda División. Así mismo lleva su nombre el Instituto Técnico José Miguel Silva Plazas de Duitama (Boyacá).